# Dalip Singh
Dalip Singh Greval (ur. 27 kwietnia 1899 w Dolon, Indie, zm. pomiędzy 1971 a 1982) – indyjski lekkoatleta, skoczek w dal, olimpijczyk.
Wziął udział w Letnich Igrzyskach Olimpijskich 1924 oraz w letnich igrzyskach olimpijskich 1928 w skoku w dal, gdzie zajmował odpowiednio 14. i 37. miejsce.
Jego syn – Balkrishan Singh był hokeistą na trawie, złotym medalistą olimpijskim.

## Rekordy Życiowe
- Skok w dal – 6,64 (1924)